# НСУ 5/25 ПС
НСУ 5/25 ПС био је мали аутомобил произведен између 1925. и 1928. године, као и након Првог светског рата између 1921. и 1925. године од стране немачког произвођача аутомобила НСУ у њиховој фабрици у Некарсулму, који је био наследник успешног компактног модела 5/15 ПС.
Аутомобил је покретао четвороцилиндрични линијски мотор који је имао је запремину 1307 цм³ (пречник х ход = 68 × 90 мм), снаге 18,4 kW (24,7 КС) при 2900 обртаја. Као и његов претходник и овај модел је имао магнетно паљење. Повећање снаге са 15 КС на 25 КС постигнуто је вештим распоредом вентила и побољшавањем облика коморе за сагоревање. Снага мотора се преносила преко конусног квачила, четворобрзинског мењача и вратила на задње точкове.
Међуосовински растојање је било 2650 мм и размак точкова 1150 мм. Тежина шасије је 880-980 кг зависно од каросерије и максимална брзина 70 км/ч.
НСУ 5/15 ПС је био доступан са каросеријам као дупли фетон и лимузина. 1926. године сходно саобраћајним прописима је промењен уобичајено постављен волан десно и пребачен на леву страну. Ручица мењача која је била споља премештена је у средину аутомобила. Истовремено модерно дизајниран хладњак замењен је равним хладњаком.
Овај модел није имао наследника у својој класи.